# 側頭擬上口脂鯉
側頭擬上口脂鯉，為輻鰭魚綱脂鯉目脂鯉亞目上口脂鯉科的其中一個種，分布於南美洲奧里諾科河、埃塞奎博河及Solimoes河流域，體長可達25公分，棲息在植被生長茂密的水域，成對出現，生活習性不明，可作為食用魚。